# Missões diplomáticas do Djibuti

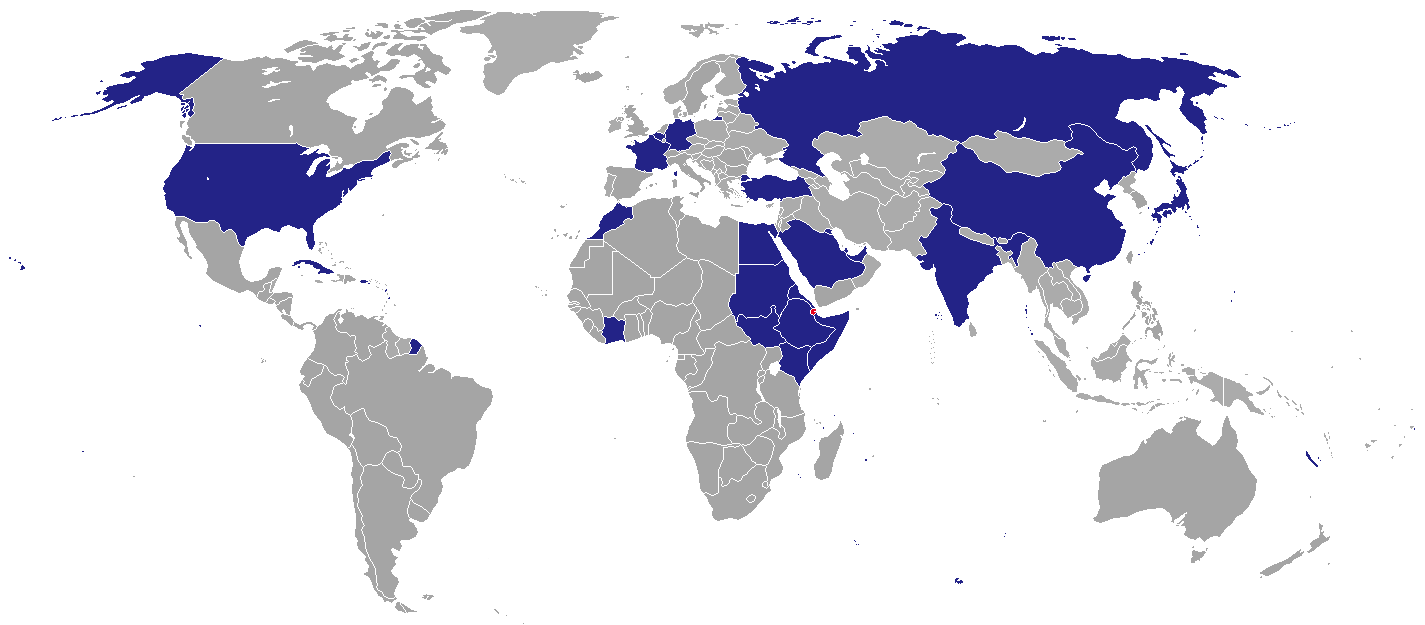
Missões diplomáticas do Djibuti.

Abaixo estão citados as embaixadas e/ou consulados do Djibuti:

## Europa

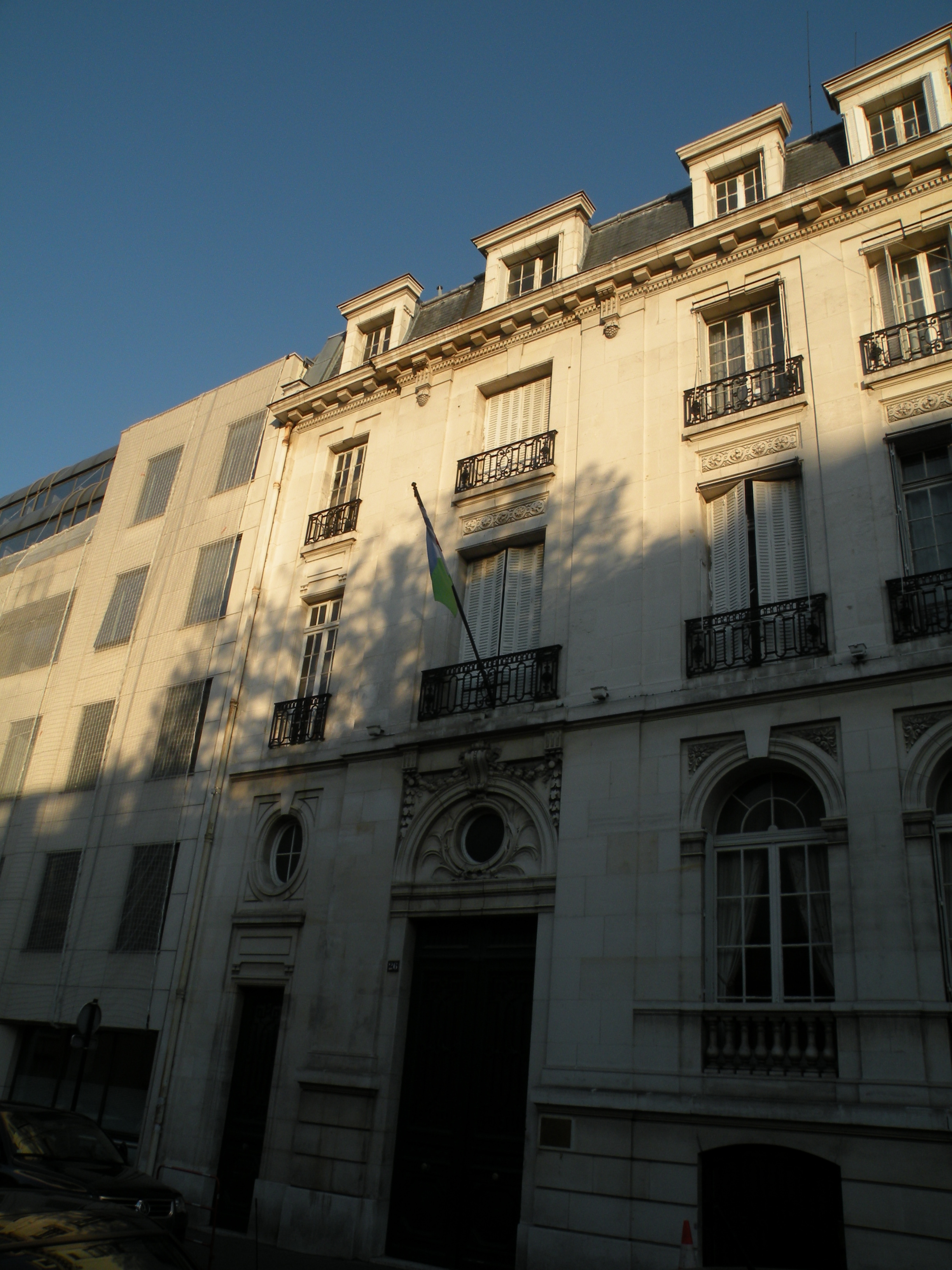
Embaixada do Djibuti em Paris.

- Bélgica
  - Bruxelas (Embaixada)
- França
  - Paris (Embaixada)
- Suíça 
  - Genebra (Embaixada)

## América
- Canadá
  - Montreal (Consulado)
- Estados Unidos
  - Washington DC (Embaixada)

## Oriente Médio
- Catar
  - Doa (Embaixada)
- Arábia Saudita
  - Riade (Embaixada)
  - Jedá (Consulado-Geral)
- Emirados Árabes Unidos
  - Abu Dabi (Embaixada)
  - Dubai (Consulado-Geral)
- Iêmen
  - Saná (Embaixada)

## África
- Egito
  - Cairo (Embaixada)
- Eritreia
  - Asmara (Embaixada)
- Etiópia
  - Adis-Abeba (Embaixada)
  - Dire Dawa (Consulado-Geral)
- Marrocos
  - Casablanca (Consulado)
- Sudão
  - Cartum (Embaixada)
- Somália
  - Mogadíscio (Embaixada)

## Ásia
- China
  - Pequim (Embaixada)
- Índia
  - Nova Déli (Embaixada)
- Japão
  - Tóquio (Embaixada)

## Organizações multilaterais
- Nova Iorque (Delegação antes as Nações Unidas)